# Ширванский, Мустафа-хан
Мустафа-хан Ширванский (азерб. Mustafa xan) (?—1844) —  последний хан Ширвана (1792—1820), генерал-лейтенант Русской императорской армии.

## Биография
Отец Мустафы-хана, Агаси-хан, происходил из рода Али-Саркар тюркского племени Ханчобанлы. Мустафа родился в 1768 году, в 1792 году стал ширванским ханом. 
Когда войска Мустафы-хана Ширванского подошли к границам Шеки, Цицианов отправил на помощь Селим-хану 300 солдат с двумя пушками. Представитель русского отряда заявил Мустафе-хану, что Селим-хан является подданным Российской империи, которая обеспечивает его безопасность. Вдобавок, самому Мустафе-хану было предложено также принять российский протекторат. В ответ Ширванский хан заявил, что Шекинский и Карабагский ханы приняли российский протекторат из-за шаха и его шамахинского хана, а не ради служения России: «Шекинский Селим-хан и Карабагский Ибрагим-хан от страху Персиян и меня принуждены искать российского покровительства, а не из усердности».
Как только было получено сведение о смерти князя Цицианова, вступившие уже в подданство России ханы Карабагский, Шекинский, Шамахинский и Сурхай Казикумухский, объединившись, решили не признавать над собой российскую власть и истребить русские войска, вторгнувшиеся в их владения. Договорившись с аварским ханом, обещавшим прийти к нему на помощь со своим войском, Сурхай нападением на пост на реке Куре должен был начать военные действия против российских войск, выйдя к Гяндже. Одновременно Шейхали хан Дербентский и Мустафа-хан Ширванский должны были выйти к Нухе для соединения с шекинским ханом. Присоединиться к ним должны были также Аббас-Мирза с царевичем Александром и персидскими войсками.
Шамахинский хан Мустафа с бывшим Шекинским ханом Селимом совершили поход в Нухинский уезд. Действующий хан Шекинский Магомед-Гасан распустил своё войско и со свитой явился к Мустафа-хану. Магомед-Гасан-хан и его брат Селим-хан были отправлены в Шамаху. Двоюродный брат Мустафы-хана Ширванского Шихали-бек был назначен наибом Нухинского уезда. Недовольное население уезда сделало своим ханом противника Магомед-Гасан-хана — Фатали-агу. Через три месяца Мустафа-хан отстранил Фатали-хана, назначил Нухинским ханом Сулейман-хана и женился на его дочери. Между тем Магомед-Гасан-хан из Шамахы отправился в Кубу и в Дербент, затем в Джары, но не смог найти союзников и в конце концов явился к российскому командованию, которое выслало его в Астрахань, где он и умер.
Шейхали-хан выразил преданность шахскому царевичу Наиби-Султане, который прибыл в Ширван. Однако через какое-то время Наиби-Султане отозвал свои отряды и стал лагерем в Муганской степи. Попытка Мустафы-хана вернуть семьи из Ширвана, переселённые в Мугань шахским царевичем, не увенчались успехом. В 1808 году шамахынцы угнали баранту (угнанный у них ранее скот) Бермекского магала Кубинского уезда. За это Шейхали-хан Кубинский совершил ответный набег на селения Шамахинского ханства. В ответ Мустафа-хан со своим войском и заручившись поддержкой русской армии выступил походом против Кубинского ханства. К ним на подступах к ханству с изъявлением покорности российской власти вышли Будугский Мелик-бек, сын Гаджи-бека, и другие влиятельные лица. Шейхали-хан бежал из Кубы в Табасарань к своему зятю Абдула-беку, нанял даргинцев в Даргинском округе и вновь завладел Губинским уездом. После этого генерал-майор Гурьев выступил из Баку и сразился с Шейхали-ханом около крепости Шабран, вынудив его вторично отступить.

## Семья и потомки
1. Периджахан ханум (дочь джавадского хана Мухаммед-салаха), поженились в 1789 г., она умерла в 1795 г., их сын Теймураз бей (1794-1842)
  1. Теймураз бей (1794-1842)
2. Ясаман ханум, поженились в 1795 г., она умерла в 1799 г.
  1. Али-гулу бей (1789-1835)
3. Мина ханум, поженились в 1800, она умерла в 1815, похоронена в Едди Гюнбез.
  1. Аллахгулу бей (1813-1870
4. Гулендам ханум, поженились в 1801, она умерла в 1858 г., похоронена в Едди Гюнбез.
  1. Джафаргулу хан (1803-1847) - владелец Лахичского магала Ширванского ханства.
  2. Джавад хан Ширванский (1809-?) - Первый член Кавказского эскадрона Лейб-гв. Он получил чин корнета 24 января 1834 года. 8 ноября 1877 года он уже был генерал-майором. Был женат на Гевхар бике, дочери Гусейн бека. Имел 3 сыновей (внуки Мустафы хана)- Умай Хан (1847), Мир Хан (1848) и Рашид Хан (1853).
  3. Маммед хан (1820-?)
  4. Хидаят хан (1827-?)
  5. Бедирджахан ханум
  6. Гусейнджахан ханум
  7. Умму-селиме ханум
  8. Масуме ханум
  9. Умму-гулсум ханум.
5. Фатима бегюм - вышла замуж в 1801 году, была дочерью последнего хана Шеки - Гусейн-хана. Развелись в 1810 г., она умерла в 1825 г. и похоронена в Едди Гюнбез.
6. Ася бегюм - вышла замуж в 1804 году, была дочерью Селим-хана Шекинского. Она умерла в 1810 году, похоронена в Едди Гюнбез.
7. Меликдухт ханум - вышла замуж в 1810 году, была дочерью Мелика Махмуда из Алванда. Он умер в 1832 году и был похоронен на кладбище "Пророк"  (азерб. Peyğəmbər) на Мильской равнине
  1. Сара бегюм (1813-?)
8. Пахай бике - вышла замуж в 1814 году, была дочерью Сурхай-хана Казикумухского. Умерла в 1847 году, похоронена в Едди Гюнбез.
  1. Ага хан (1818-?) - 8 ноября 1877 года стал генерал майором.
  2. Сулейман хан (1820-1867).
  3. Азад хан (1826-1863).
  4. Керим хан (1828-1862)
9. Мелек Ханум - поженились в 1839 году. Она была простой крестьянской девушкой. Умерла в 1845 году и похоронена на кладбище "Пророк" в Мильской равнине
  1. Амираслан хан (1842-?)